# 14922 Ohyama
14922 Ohyama è un asteroide della fascia principale. Scoperto nel 1994, presenta un'orbita caratterizzata da un semiasse maggiore pari a 2,2897523 UA e da un'eccentricità di 0,2099787, inclinata di 5,45645° rispetto all'eclittica.